# フェムケ・ストルテンボルフ
フェムケ・ストルテンボルフ（Femke Stoltenborg、女性、1991年7月30日 - ）は、オランダの元バレーボール選手。元オランダ代表。

## 来歴
身長190cmの高さが武器の司令塔。2010年、オランダ代表に初選出される。2013年のFIVBワールドグランプリではレギュラーセッターとして活躍した。
2014年7月のエリツィン杯ではベストセッター賞を受賞した。同年9-10月の世界選手権で三大大会初出場を果たした。2015年10月の欧州選手権で銀メダルを、2016年7月のワールドグランプリでは銅メダルをした。20年ぶりの五輪となったリオ五輪では4位となった。

## 球歴
- オリンピック - 2016年（4位）
- 世界選手権 - 2014年
- 欧州選手権 - 2013年、2015年
- ワールドグランプリ - 2013年、2014年、2015年、2016年

## 受賞歴
- 2014年 - エリツィン杯　ベストセッター賞

## 所属クラブ
- Longa '59 Lichtenvoorde（2007-2009年）
- HAN Volleybal（2009-2010年）
- TVC Amstelveen（2010-2011年）
- ドレスナーSC（2011-2012年）
- TV Hambourg（2012-2013年）
- Alemannia Aachen（2013-2014年）
- Volley 2002 Forlì（2014-2015年）
- アリアンツ MTV シュトゥットガルト（2015-2016年）
- Ladies in Black Aachen（2016-2017年）
- アリアンツ MTV シュトゥットガルト（2017-2018年）
- Grot Budowlani Łódź（2018-2019年）
- CSMヴォレイ・アルバ・ブラジ（2019-2020年）
- シュヴェリーンSC（2020-2021年）